# Ming (lletra tipogràfica)

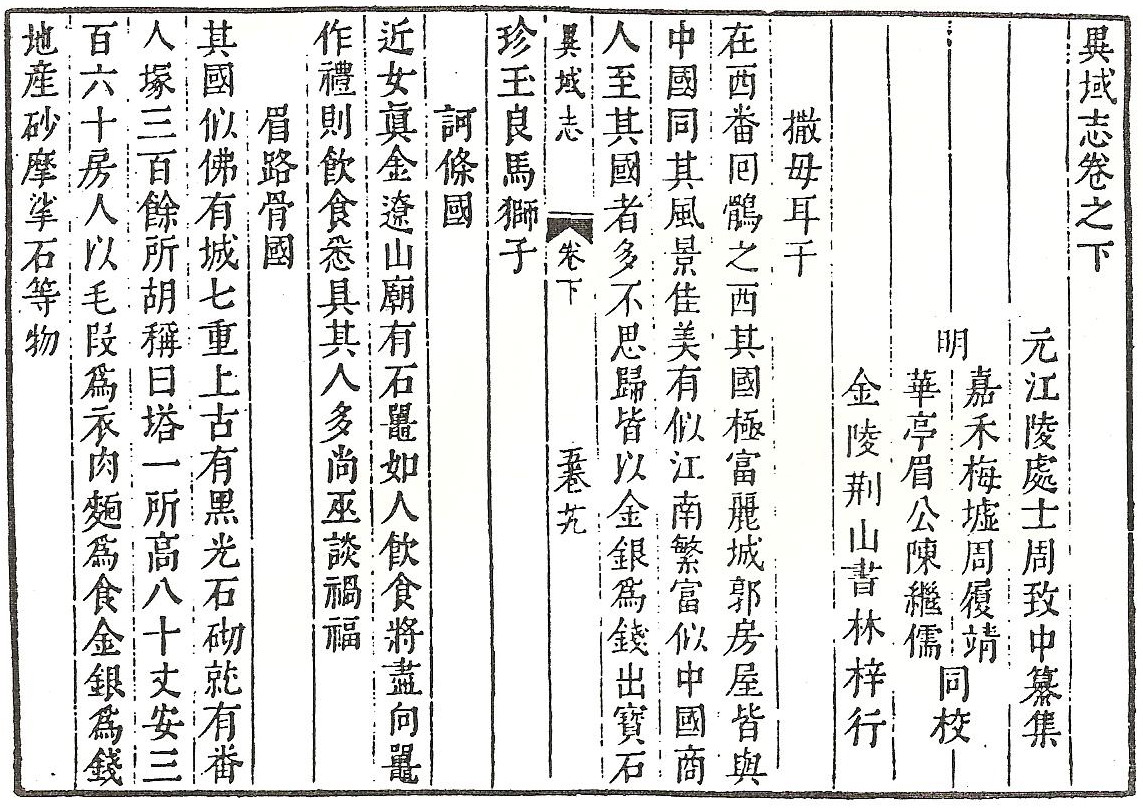
Text escrit durant la dinastia Ming

La lletra tipogràfica Ming o Song és molt utilitzada per escriure caràcters xinesos. És utilitzada en xinès, japonès i coreà. En l'actualitat és la més utilitzada en Xinès i Japonès.

## Història

### A la Xina
La impremta es va inventar a la Xina durant la dinastia Song. En aquell temps cada bloc d'impressió contenia dues plaques orientades una al costat de l'altre. Els blocs de fusta eren tallats en peces rectangulars, col·locant les línies de la fusta en posició horitzontal. Com que estaven les línies en posició horitzontal, era molt més fàcil tallar els patrons en la direcció de les línies que en posició vertical. El tall vertical o una altra direcció, a part de ser més costós, en xocar amb les línies horitzontals era més fàcil que es trenqués la fusta. Això va forçar a produir un tipus de lletra amb els traços horitzontals prims i els verticals gruixuts. Per evitar llàgrimes i cues, els acabaments dels traços també es van fer gruixuts.
La lletra tipogràfica Song va estar a ple funcionament durant la dinastia Song, però no era suficientment madura. Altres lletres tipogràfiques més populars en aquells anys, imitaven l'estil de cal·ligrafia xinesa, com els treballs de Yan Zhenqing (颜体; Yán-tǐ), Liu Gongquan (柳体; Liǔ-tǐ), i Ouyang Xun (欧体; Ōu-tǐ).
Durant la dinastia Ming el preu de la fusta es va incrementar, el tipus de lletra Song es podia tallar utilitzant peces de fusta més petites que les que imitaven l'estil de la cal·ligrafia xinesa, fent-la molt popular.
Aquesta lletra tipogràfica va canviar molt poc des de la dinastia Song fins a la dinastia Ming. Per això la gent d'aquesta última dinastia l'anomenaven “tipus de lletra estàtica”.
Gràcies a la seva popularitat durant els anys de la dinastia Ming, aquest tipus de lletra va arribar al Japó i Corea. Com va arribar durant els anys de la dinastia Ming, se li va donar el nom de “tipus de lletra Ming”.

### Al Japó
Al Japó és anomenada “Minchō” que significa “dinastia Ming”, que va ser l'època d'arribada al país i durant la qual va ser creat l'estil “Minchō”. El creador del japonès modern de l'estil d'impressió mòbil, Motoki Shōzō (or Motogi), va modelar els caràcters a partir dels arribats de la Xina, utilitzant un mètode electrolític per la fabricació que havia après de l'americà William Gamble, in 1869. Motoki va crear, basat en els continus estudis dels caràcters a la Bíblia xinesa de Gamble, a complet tipus de lletra, afegint-li tots els tipus de caràcters japonesos.
Al Japó coexisteixen tres tipus escriptures, el Hiragana, Katakana, i el kanji.

### A Corea
Quan va arribar a Corea, que ja tenien una categoria de similar de lletres tipogràfiques per l'alfabet coreà, anomenat "hangul", es va anomenar “myengjo”, la manera coreana per llegir caràcters xinesos “明朝”. Aquest nom va durar fins recentment, influenciat per la pronunciació japonesa.
El ministre de cultura va fer una estandardització dels termes tipogràfics el 1993, canviant el nom de “myeongjo” per “batang”, que en coreà significa els fonaments o la base, terme utilitzat fins a l'actualitat.

## Anàlisi de la lletra tipogràfica Ming

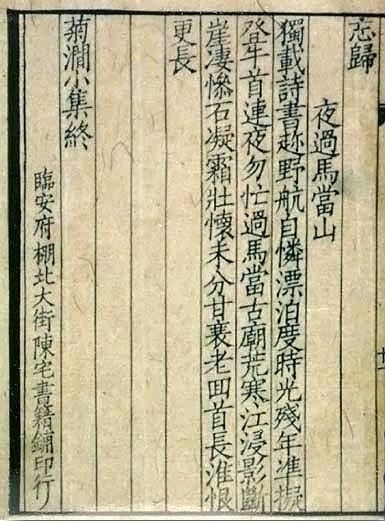
última pàgina del llibre Nan song qun xian xiao ji 《南宋群賢小集》escrit durant la dinastia Song

El tipus de lletra Ming té com a principals característiques:
- Traç vertical gruixut que contrasta amb el traç horitzontal prim.
- Ornamentació triangular al final dels traços horitzontals simples.
- Presenta una alta geometria.

Tenen el pes de la línia variable i decoracions característiques al final de les línies similars a les serifs, aquest tipus de lletra és comparable a les occidentals serif, i oposada a les Gòtiques, les quals són comparables a les de pal sec.
Moltes vegades hi ha moltes maneres d'escriure el mateix caràcter xinès, estan col·lectivament associades com a variants d'un caràcter xinès. Algues d'aquestes diferències venen per la simplificació de caràcters, feta al temps de Mao Zedong, o altres eleccions, mentre que altres són purament ortogràfiques com diferents estils de traços.